# Mailáth Kálmán József
Székhelyi gróf Mailáth Kálmán József (1815. november 1. – Bécs, 1894. február 16.) főtörvényszéki bíró, a főrendiház volt tagja.

## Élete
Mailáth János gróf történetíró és Révay Anna grófnő fia. Bars megye alszolgabírája volt 1839-ben és részt vett a főrendiház tárgyalásain 1861-ben; beszélt is a felirati vitában; később a pénzügyi tudományokról az országban több helyt felolvasásokat tartott. 1874. szeptember 19-től 1877. január 18-ig Bécsben lakott. Innét Amerikába vándorolt, de ott sem tudott megélni, koldusszegényen tért vissza hazájába. 1880-ban ismét Bécsbe költözött és egy hónapos szobában húzódott meg. Családja ezer forintot adott neki évenként és ebből tengődött. E csekély jövedelméből az atyja által a rokonok ellen folytatott pert megújította és röpiratokat bocsátott ki ügye védelmére. Idővel teljes nyomorba jutott és miután 76 éves korában szobaasszonya leányát nőül vette, kegyelemkenyéren élt anyósánál.
Cikkeket írt a hazai s külföldi lapokba, így az Allgemeine Zeitungba és a Schuselka Reformjába.

## Munkái
- Die Ereignisse am ungarischen Landtag vom 3. bis 16. März 1848. Pressburg, 1848.
- Einige Worte über die neuesten Gesetze, mit besonderer Berücksichtigung der Unterhausverhältnisse. Uo. 1848.
- Ungarn und die Centralisation. Leipzig, 1850.
- Fünf Bücher vom Staate. Ein Beitrag zur Organisirung der österreichischen Monarchie. Mit besondererRücksicht auf Ungarn. Uo. 1860.
- Das Finanzwesen des österreichischen Kaiserstaates. Pest, 1860. (2. kiadás. Uo. 1861.)
- Antwort auf die Brochüre Laguerronière's: Der Pabst und der Congress. Wien, 1860.
- Nyilt szózat a hazához. Lipcse, 1861.
- An Franz Schuselka. Eine Antwort auf die Brochüre: «An Franz Deák von Franz Schuselka.» Pest, 1861.
- Der 16. Artikel vom Jahre 1563. Ein Mittel zur gesetzlichen friedlichen Ausgleichung zwischen Ungarn und der Krone, und die Kritik von Jahre 1848. Wien, 1863.
- A Mailáth-család tragoediája. Bpest, 1883.
- Bucsú kedves unokaöcsém, gr. Mailáth György Esztergommegye főispánjától. Bpest, 1901. okt. 6.

Szerkesztette a Vezér c. hetenként kétszer megjelent politikai lapot 1862. szeptember 27-től 1863. június 30-ig Pesten.
Levelei Horvát Istvánhoz: Buda 1825. okt. 7. és az Allgemeine Zeitunghoz Bécs 1847. nov. 3. (a Magyar Nemzeti Múzeumban.)